# Tmarus craneae
Tmarus craneae là một loài nhện trong họ Thomisidae.
Loài này thuộc chi Tmarus. Tmarus craneae được Arthur Merton Chickering miêu tả năm 1965.